# Prosop

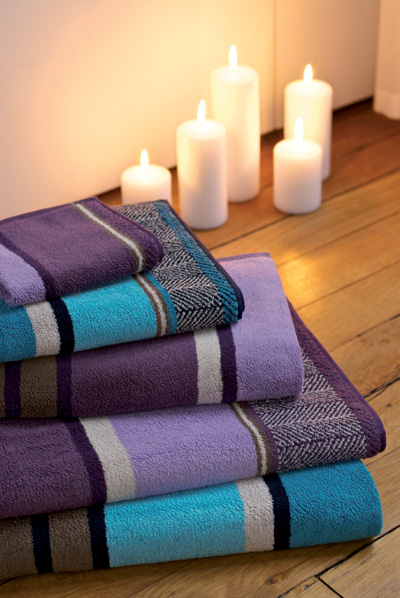
Prosoape

Prosopul este o bucată de material textil absorbant care se folosește la șters după spălare. 
Prosopul poate fi folosit pentru ștersul corpului (prosop de corp sau prosop de baie), a feței sau a mâinilor (prosop de față, prosop mic). 
Este folosit și la ștergerea a diferite obiecte (prosop de vase, prosop de bucătărie). 
Se mai numește și „șervet”. Acest termen este folosit mai ales în cazul folosirii prosopului ca prosop de masă pentru ștersul gurii (șervet de masă), precum și pentru ștersul veselei, tacâmurilor etc. la bucătărie. 
Prosopul tradițional românesc se numește ștergar. În trecut se mai foloseau și termenii ștergură, mânăștergură, ștergător, peșchir.
După 1970 au apărut și prosoape de dimensiuni foarte mari, folosite la plajă (prosop de plajă).
Denumirea de „prosop” se folosește și pentru țesătura de bumbac, de obicei buclată, întrebuințată pentru confecționarea de halate de baie, ștergare, articole de lenjerie pentru copii.
Cuvântul provine din limba neogreacă: „prosopon” - „față” și „prosopis” - „ștergar”.